# Gare d'Hymont - Mattaincourt
La gare d'Hymont - Mattaincourt est une gare ferroviaire française située sur le territoire de la commune d'Hymont proche de la commune de Mattaincourt, dans le département des Vosges.

## Situation ferroviaire
Ancienne gare de bifurcation, elle est située au point kilométrique (PK) 88,308 de la Ligne de Merrey à Hymont - Mattaincourt et au PK 97,891 de la ligne de Neufchâteau à Épinal partiellement déclassée. Son altitude est de 278 m.

## Histoire

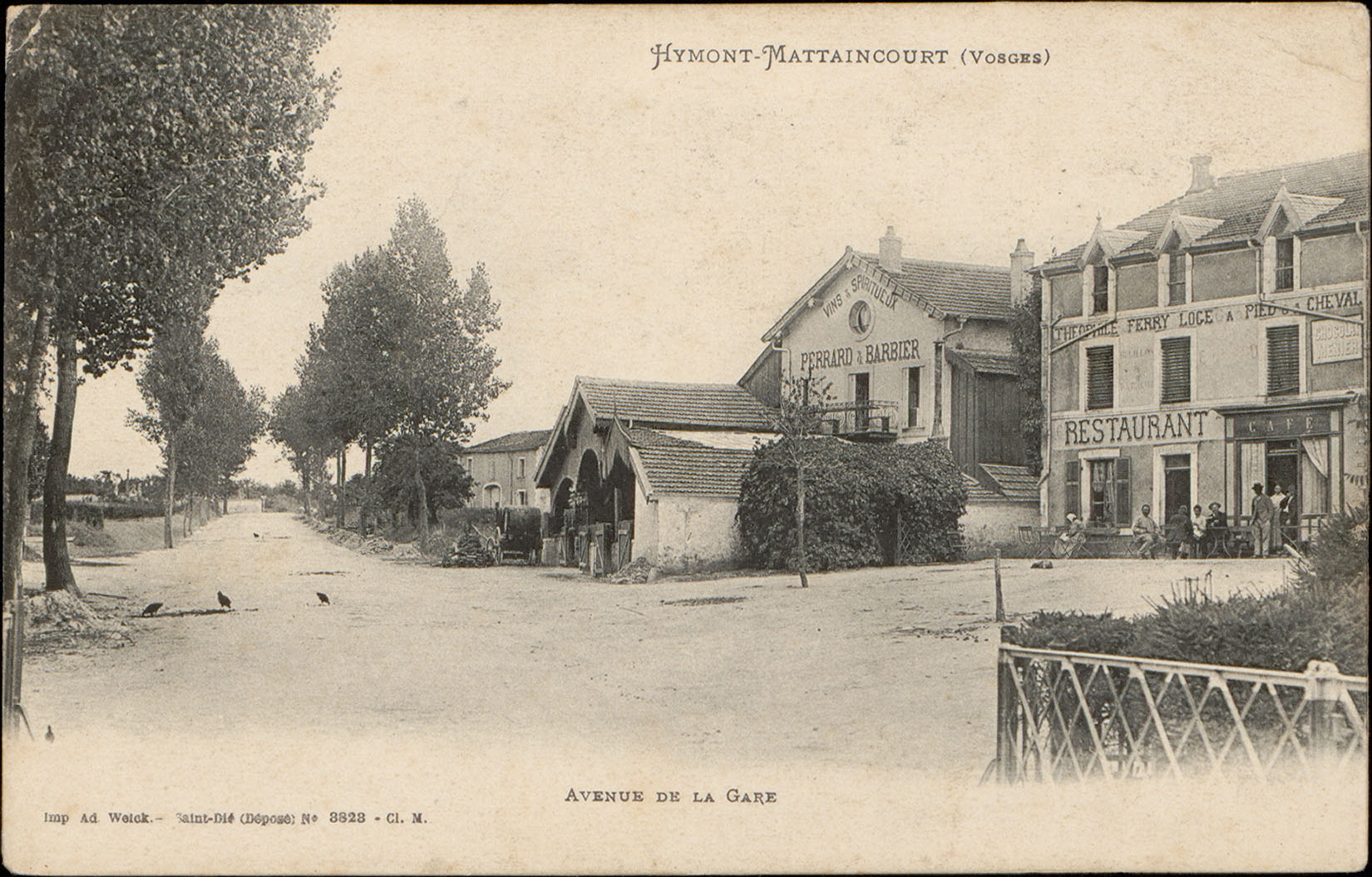
Vue historique de l'avenue de la Gare (A. Weick).

La gare a connu sa période de « gloire » dans les années 1980 grâce à la Manufacture Vosgienne de Meuble basée à Hymont ainsi qu'a Mattaincourt (appartenant désormais au groupe Parisot).

## Service des voyageurs

### Desserte
- TER Grand Est
  - Ligne 06 : Nancy - Vézelise - Mirecourt - Contrexéville - Merrey - Culmont-Chalindrey.
  - Ligne 10 : Épinal - Mirecourt - Neufchâteau (par autocars).